# セラパークバス
セラパークバスとは、岐阜県多治見市にある財団法人セラミックパーク美濃が東濃鉄道に委託して運行していたコミュニティバスである。2010年（平成22年）3月31日をもって運行を終了した。
セラミックパークMINOへの平日時の交通機関として利用されていた。

## ルート
- JR多治見駅前 - 修道院（降車場） - 虎渓山東口 - 修道院（乗車場） - 陶磁資料館 - セラミックパークMINO

## 運賃
- 100円区間
  - JR多治見駅前 - 修道院（降車場） - 虎渓山東口間、および、陶磁資料館 - セラミックパークMINO間

- 200円区間
  - 100円区間以外の区間

## 歴史
- 2004年（平成16年）10月1日 - 開業。
- 2010年（平成22年）3月31日 - 廃止。

## 運行日
- 火曜日 - 金曜日
  - 土曜日、日曜日、祝日（祭日） - セラミックパークMINOへはききょうバスのオリベルートを利用できた。